# Ensemble mobile écoute et recherche automatique des émissions
Ne doit pas être confondu avec Frenchelon ou Réseau émeraude.
L'Ensemble mobile d'écoute et de recherche automatique des émissions (EMERAUDE) est l'une des composantes du Système de guerre électronique de l'avant (SGEA) de l'armée française.

## Contenu
Les stations d'écoute Emeraude assurent :
- la mission COMINT
  - l'interception et l'écoute des réseaux VHF/UHF, par exemple avec l'intercepteur radio sur système SAIGON ARBG 1 qui est un système automatisé d'interception et de goniométrie des émissions VHF/UHF,
  - l'interception des faisceaux hertziens analogiques,
  - l'interception et l'analyse technique automatique des émissions radioélectriques brèves : transmissions de données, burst, etc.
- la mission ELINT : l'interception des émissions radar adverses, par exemple au moyen de l'intercepteur radar ARBR21 ;
- le brouillage.

Le système Emeraude est déployé à proximité du Centre de direction et d'exploitation de la guerre électronique (CDEGE) et de la station principale de l'Ensemble de localisation par densité des émissions ennemies (Elodee). Il est piloté par le système Elodee. Il peut aussi travailler d'une manière autonome.

## Frenchelon: ne pas assimiler
Emeraude n'est pas à confondre avec le système d'espionnage des télécommunications français surnommé Frenchelon en référence au système des États-Unis Echelon, dont l'existence n'a pas été officiellement reconnue par les autorités françaises, mais qui serait géré par la DGSE et dont la principale base serait située près de Domme, dans le Périgord.